# Фаулертон (Тексас)
Фаулертон (енгл. Fowlerton) насељено је место без административног статуса у америчкој савезној држави Тексас.

## Демографија
По попису из 2010. године број становника је 55, што је 7 (-11,3%) становника мање него 2000. године.
| Група             | 2000.      | 2010.      |
| Белци             | 47 (75,8%) | 28 (50,9%) |
| Афроамериканци    | 0 (0,0%)   | 0 (0,0%)   |
| Азијати           | 0 (0,0%)   | 0 (0,0%)   |
| Хиспаноамериканци | 15 (24,2%) | 27 (49,1%) |
| Укупно            | 62         | 55         |